# 2. Tennis-Bundesliga (Herren) 2012
Die 2. Tennis-Bundesliga der Herren wurde 2012 zum 12. Mal ausgetragen, davon zum dritten Mal als eingleisige Liga.
Die Spiele wurden vom 22. Juli bis 12. August 2012 ausgetragen.

## Saisonüberblick
Nach dem Rückzug von drei Mannschaften aus der 2. Tennis-Bundesliga und dem Aufstieg von Wacker Burghausen in die höchste Spielklasse sowie dem Abstieg des KTHC Stadion Rot-Weiß Köln in die Regionalliga, spielen in der Saison 2012 anstatt der Sollstärke von 10 nur sieben Mannschaften in der 2. Tennis-Bundesliga.
Der letztjährige Tabellen-Neunte TV von 1926 Osterath hat kurz nach dem Sichern des Klassenerhalts am 24. August 2011 seine Mannschaft aus der 2. Tennis-Bundesliga zurückgezogen, da die Finanzierung der Mannschaft für 2012 nicht gesichert war.
Ebenso musste der letztjährige Tabellenerste TC Radolfzell seine Mannschaft am 29. September 2011 aus der 2. Tennis-Bundesliga zurückziehen, da der Hauptsponsor Vacano sein finanzielles Engagement nicht mehr aufrechterhalten hatte. Die Mannschaft hat 2012 in der Badenliga gespielt.
Mit dem TC Raadt hat im Jahr 2011 auch ein dritter Verein am 10. Oktober 2011 seinen Rückzug aus der 2. Tennis-Bundesliga bekanntgegeben.

## Spieltage und Mannschaften
Die namentlichen Mannschaftsmeldungen (Mannschaftskader) werden erst nach Abschluss der Meldephase veröffentlicht.
| Spieltage                                    |
| -------------------------------------------- |
| 1. Spieltag: So., 22. Juli 2012, 11:00 Uhr   |
| 2. Spieltag: Fr., 27. Juli 2012, 13:00 Uhr   |
| 3. Spieltag: So., 29. Juli 2012, 11:00 Uhr   |
| 4. Spieltag: Fr., 3. August 2012, 13:00 Uhr  |
| 5. Spieltag: So., 5. August 2012, 11:00 Uhr  |
| 6. Spieltag: Fr., 10. August 2012, 13:00 Uhr |
| 7. Spieltag: So., 12. August 2012, 11:00 Uhr |

| Mannschaften                 |
| ---------------------------- |
| Bremerhavener TV 1905        |
| Gladbacher HTC (A)           |
| TC Bruckmühl-Feldkirchen (A) |
| TC Großhesselohe             |
| TC Wolfsberg Pforzheim       |
| TV Espelkamp-Mittwald        |
| TV Reutlingen                |

### Abschlusstabelle
|    | Mannschaft                   | Begegnungen | Punkte | Matches | Sätze | Spiele  |
| -- | ---------------------------- | ----------- | ------ | ------- | ----- | ------- |
| 1. | Bremerhavener TV 1905        | 6           | 12:0   | 40:14   | 87:42 | 601:442 |
| 2. | TC Bruckmühl-Feldkirchen (A) | 6           | 8:4    | 27:27   | 66:61 | 522:518 |
| 3. | TC Wolfsberg Pforzheim       | 6           | 6:6    | 31:23   | 72:55 | 564:510 |
| 4. | Gladbacher HTC (A)           | 6           | 6:6    | 24:30   | 57:66 | 490:518 |
| 5. | TV Espelkamp-Mittwald        | 6           | 4:8    | 26:28   | 56:69 | 469:538 |
| 6. | TV Reutlingen                | 6           | 4:8    | 22:32   | 55:74 | 503:560 |
| 7. | TC Großhesselohe             | 6           | 2:10   | 19:35   | 51:77 | 492:555 |

|     | Aufstieg in die 1. Tennis-Bundesliga: Bremerhavener TV 1905, TC Bruckmühl-Feldkirchen                  |
| (A) | Aufsteiger aus den Regionalligen in die 2. Tennis-Bundesliga: TC Bruckmühl-Feldkirchen, Gladbacher HTC |

## Mannschaftskader
| Pos. | Name                   |
| ---- | ---------------------- |
| 1    |                        |
| 2    |                        |
| 3    |                        |
| 4    |                        |
| 5    | Alessio di Mauro       |
| 6    | Daniele Giorgini       |
| 7    | Juan-Martín Aranguren  |
| 8    | Marc Sieber            |
| 9    | Marko Lenz             |
| 10   | Massimo Ocera          |
| 11   | Alberto Giraudo        |
| 12   | Marcos Jiménez Letrado |
| 13   | Dennis Haack           |
| 14   | Hendrik Kiesling       |
| 15   | Peer Waller            |
| 16   | Sebastian Nanninga     |

| Pos. | Name                |
| ---- | ------------------- |
| 1    | Jerzy Janowicz      |
| 2    | Dustin Brown        |
| 3    | Sebastian Rieschick |
| 4    | Marcin Gawron       |
| 5    | Morgan Phillips     |
| 6    | Juho Paukku         |
| 7    | Alexander Slabinsky |
| 8    | Tom Schönenberg     |
| 9    | Mark de Jong        |
| 10   | Xander Spong        |
| 11   | Jonas König         |
| 12   | Malte Stropp        |
| 13   | Moos Sporken        |
| 14   | Dennis Prein        |
| 15   |                     |
| 16   |                     |

| Pos. | Name                    |
| ---- | ----------------------- |
| 1    | Dušan Lojda             |
| 2    | Stéphane Robert         |
| 3    | Andrej Martin           |
| 4    | Robin Kern              |
| 5    | Martin Slanar           |
| 6    | Błażej Koniusz          |
| 7    | Gerald Kamitz           |
| 8    | Jeremy Jahn             |
| 9    | Johann-Georg Fankhauser |
| 10   | Christoph Steiner       |
| 11   | Peter Aigner            |
| 12   | Bernd Kößler            |
| 13   | Moritz Holzer           |
| 14   | David Bergbauer         |
| 15   | Dominik Schweiger       |
| 16   |                         |

| Pos. | Name               |
| ---- | ------------------ |
| 1    | Júlio Silva        |
| 2    | Peter Gojowczyk    |
| 3    | Marcel Zimmermann  |
| 4    | Joachim Johansson  |
| 5    | Philipp Regnat     |
| 6    | Johan Settergren   |
| 7    | Thomas Schiessling |
| 8    | Peter Heller       |
| 9    | Martin Wetzel      |
| 10   | Dominik Schulz     |
| 11   | Moritz Trüg        |
| 12   |                    |
| 13   |                    |
| 14   |                    |
| 15   |                    |
| 16   |                    |

| Pos. | Name                   |
| ---- | ---------------------- |
| 1    | Vincent Millot         |
| 2    | Steven Diez            |
| 3    | Pedro Clar Rosselló    |
| 4    | Gabriel Trujillo Soler |
| 5    | Holger Fischer         |
| 6    | Gero Kretschmer        |
| 7    | Sami Reinwein          |
| 8    | Daniel Berta           |
| 9    | Rameez Junaid          |
| 10   | Andre Wiesler          |
| 11   | Tobias Klein           |
| 12   | Toni Baldellou         |
| 13   | Elmar Ejupovic         |
| 14   | Marcin Bukowski        |
| 15   | Nils Brinkmann         |
| 16   | Oliver Markus          |

| Pos. | Name                 |
| ---- | -------------------- |
| 1    | Benoît Paire         |
| 2    | Éric Prodon          |
| 3    | Thiago Alves         |
| 4    | Grégoire Burquier    |
| 5    | Mathieu Rodrigues    |
| 6    | Enrico Burzi         |
| 7    | Nicolas Renavand     |
| 8    | Richard Becker       |
| 9    | Adrián García        |
| 10   | Federico Torresi     |
| 11   | Franz Stauder        |
| 12   | Jan-Henrik Langhorst |
| 13   | Gunnar Hildebrand    |
| 14   | Wanja Clauß          |
| 15   |                      |
| 16   |                      |

| Pos. | Name                        |
| ---- | --------------------------- |
| 1    | Jonathan Dasnières de Veigy |
| 2    | Marc Gicquel                |
| 3    | Thiemo de Bakker            |
| 4    | Walter Trusendi             |
| 5    | Matteo Trevisan             |
| 6    | Nils Langer                 |
| 7    | Guillermo Alcaide           |
| 8    | Florian Fallert             |
| 9    | Rainer Eitzinger            |
| 10   | Diego Alvarez               |
| 11   | Enrico Fioravante           |
| 12   | Leonardo Azzaro             |
| 13   | Daniel Stöhr                |
| 14   | Markus Hipfl                |
| 15   | Razvan Iliescu              |
| 16   |                             |

## Ergebnisse
Spielfreie Begegnungen werden nicht gelistet.
| Datum/Uhrzeit        | Heimmannschaft           | Gastmannschaft           | Matches | Sätze | Spiele |
| -------------------- | ------------------------ | ------------------------ | ------- | ----- | ------ |
| So. 22. Juli 11:00   | Bremerhavener TV 1905    | TC Großhesselohe         | 7:2     | 16:8  | 98:68  |
| So. 22. Juli 11:00   | Gladbacher HTC           | TC Bruckmühl-Feldkirchen | 5:4     | 11:10 | 87:83  |
| So. 22. Juli 11:00   | TV Espelkamp-Mittwald    | TC Wolfsberg Pforzheim   | 5:4     | 10:12 | 85:93  |
| Fr. 27. Juli 13:00   | TC Wolfsberg Pforzheim   | TC Großhesselohe         | 5:4     | 11:9  | 96:80  |
| Fr. 27. Juli 13:00   | TC Bruckmühl-Feldkirchen | TV Reutlingen            | 5:4     | 12:10 | 92:84  |
| Fr. 27. Juli 13:00   | TV Espelkamp-Mittwald    | Bremerhavener TV 1905    | 3:6     | 6:13  | 71:99  |
| So. 29. Juli 11:00   | TV Reutlingen            | TV Espelkamp-Mittwald    | 5:4     | 13:10 | 94:80  |
| So. 29. Juli 11:00   | TC Bruckmühl-Feldkirchen | TC Wolfsberg Pforzheim   | 5:4     | 13:9  | 103:86 |
| So. 29. Juli 11:00   | Bremerhavener TV 1905    | Gladbacher HTC           | 7:2     | 15:7  | 98:80  |
| Fr. 3. August 13:00  | TV Reutlingen            | Bremerhavener TV 1905    | 3:6     | 8:14  | 81:99  |
| Fr. 3. August 13:00  | TC Großhesselohe         | TC Bruckmühl-Feldkirchen | 2:7     | 6:14  | 87:93  |
| Fr. 3. August 13:00  | Gladbacher HTC           | TV Espelkamp-Mittwald    | 6:3     | 12:7  | 80:70  |
| So. 5. August 11:00  | TC Wolfsberg Pforzheim   | Bremerhavener TV 1905    | 4:5     | 10:11 | 95:99  |
| So. 5. August 11:00  | TV Espelkamp-Mittwald    | TC Großhesselohe         | 8:1     | 16:5  | 97:68  |
| So. 5. August 11:00  | Gladbacher HTC           | TV Reutlingen            | 6:3     | 13:6  | 98:75  |
| Fr. 10. August 13:00 | TV Reutlingen            | RTC Wolfsberg Pforzheim  | 2:7     | 6:15  | 73:98  |
| Fr. 10. August 13:00 | TC Großhesselohe         | Gladbacher HTC           | 6:3     | 13:8  | 96:75  |
| Fr. 10. August 13:00 | TC Bruckmühl-Feldkirchen | TV Espelkamp-Mittwald    | 6:3     | 14:7  | 104:66 |
| So. 12. August 11:00 | TC Wolfsberg Pforzheim   | Gladbacher HTC           | 7:2     | 15:6  | 96:70  |
| So. 12. August 11:00 | TC Großhesselohe         | TV Reutlingen            | 4:5     | 10:12 | 93:96  |
| So. 12. August 11:00 | Bremerhavener TV 1905    | TC Bruckmühl-Feldkirchen | 9:0     | 18:3  | 108:47 |